# 克拉芒日
克拉芒日（法語：Clamanges，法語發音：[klamɑ̃ʒ]）是法国马恩省的一个市镇，属于香槟沙隆区。

## 地理
克拉芒日（48°49'40"N, 4°5'0"E）面积23.59 平方千米，位于法国大東部大區马恩省，该省份为法国东北部内陆省份，北起阿登省，西北接埃纳省，西南接塞纳-马恩省，南至奥布省，东南接上马恩省，东临默兹省。
与克拉芒日接壤的市镇（或旧市镇、城区）包括：埃屈里勒勒波、费尔尚普努瓦斯、皮埃尔莫兰、特雷孔、维勒瑟讷。

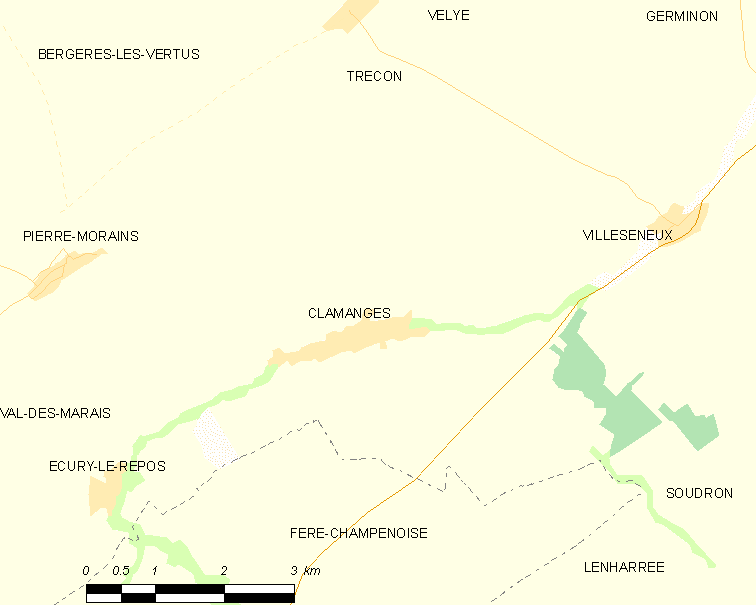
克拉芒日的OSM定位图

克拉芒日的时区为UTC+01:00、UTC+02:00（夏令时）。

## 行政
克拉芒日的邮政编码为51130，INSEE市镇编码为51154。

## 政治
克拉芒日所属的省级选区为韦尔蒂-香槟平原县。

## 人口

1962-2008年间克拉芒日人口变化图示

克拉芒日于2022年1月1日时的人口数量为225人。